# Natriumozonid
Natriumozonid ist eine anorganische chemische Verbindung aus der Gruppe der Ozonide.

## Herstellung
Natriumozonid kann nicht durch direkte Umsetzung von Natriumhyperoxid mit Ozon hergestellt werden, im Gegensatz zu den analogen Reaktionen zur Herstellung von Kaliumozonid, Rubidiumozonid oder Caesiumozonid. Natriumozonid kann aber durch Salzmetathese in flüssigem Ammoniak hergestellt und als Komplex mit [2.2.2]Kryptand ausgefällt werden. Reines Natriumozonid kann gewonnen werden, indem zunächst Methylamin zugesetzt und dann das Reaktionsgemisch langsam von −78 °C auf −20 °C erwärmt wird. Alternativ kann Natriumozonid durch Reaktion von Natriumhydroxid mit Ozon hergestellt werden. Dabei muss bei tiefen Temperaturen gearbeitet werden (zum Beispiel −60 °C), da sich das Produkt bei Raumtemperatur sehr schnell zersetzt.

## Eigenschaften
Natriumozonid ist weniger stabil als Kaliumozonid, Rubidiumozonid oder Caesiumozonid. Es kann als Komplex mit [2.2.2]Kryptand isoliert werden, umkomplexiert zersetzt es sich bei unvorsichtigem Entfernen des Lösungsmittels zu Natriumhydroxid und Natriumhyperoxid. Reines Natriumozonid ist kräftig rot gefärbt, luftempfindlich und metastabil. Bei Raumtemperatur zersetzt es sich zu Natriumhyperoxid und Sauerstoff, bei −18 °C ist es aber länger stabil. Die Kristallstruktur von Natriumozonid ist analog zu der von Natriumnitrit.